# Световой дизайн
Световой диза́йн, светодиза́йн (англ. lighting design — проектирование, разработка, конструирование, расчёт освещения) — это направление дизайна, базирующееся на трёх основных аспектах освещения.
1. Эстетическое восприятие — важное значение при проектировании и реализации освещения мест с длительным пребыванием людей: зон отдыха, парков, скверов, магазинов, общественных зон и архитектурных форм.
2. Эргономический аспект — функциональность освещения, способность света влиять на работоспособность, комфорт и зрительное восприятие.
3. Энергоэффективность — необходимо понимать, нет ли переосвещённых поверхностей, без весомой на то причины; нет ли освещения пустых мест, без определенной смысловой нагрузки; не превышают ли значения освещенности необходимые по нормативным документам или для выполнения эстетических и функциональных задач.

Каждый из перечисленных аспектов должен быть учтён в работе светодизайнера. В эстетическом смысле светодизайнер должен повысить привлекательность освещаемого пространства, понять, как объект будет взаимодействовать с окружающим фоном (сливаться или выделяться из него), какие эмоции при этом будет вызывать свет. Необходимо помнить и то, что объект будет виден не только ночью, но и днём; учитывать дневной свет и требования безопасности в ночное время (чрезмерная блескость в поле зрения наблюдателя, цветовое и световое загрязнение и т. д.)
Световой дизайн, как и архитектура, не является по отдельности ни искусством, ни наукой, а скорее производной от них отраслью. Профессиональному светодизайнеру необходима не только креативная идея (с точки зрения искусства), но и понимание физических свойств света и принципов работы светильников и источников света (с научной точки зрения).
Световой дизайн является основой для проведения ставших уже традиционными городскими праздниками (См. Голубая Ночь/Нюрнберг). 21-23 октября 2011 года в Москве состоялся Первый международный фестиваль света, на котором было продемонстрировано более 350 мультимедийных показов и световых инсталляций на главных архитектурных объектах города.
В основе светового дизайна находится смешение цветовых палитр. Зачастую для этого используются светодиоды различного цвета.

## Наиболее известные традиционные праздники на базе светотехники и светового дизайна
- Освещение центральной площади в Нюрнберге в «Голубую ночь» 28.05.2011
- Лазерное шоу в «Голубую ночь» 28.05.2011 в Нюрнберге
- Париж. Собор Нотр Дам в Рождественскую ночь
- Световой дизайн на фабрике ROSHEN. Декабрь 2019 года. Дизайнер Lucas Goy - les éclaireurs